# Dynamisches Scheduling
Dynamisches Scheduling bezeichnet in der Produktionstechnik die Reihenfolge-Bildung (Ablaufplan, Schedule) von anstehenden Aufträgen mit einer neu angepassten Zuordnung einzelner Ressourcen (Einlastung). Solche fortlaufende Anpassung berücksichtigt vor allem Rückmeldungen aus dem Prozess (feedback) sowie die tatsächliche Belegung der Produktionsressourcen, so dass bestimmte Kriterien erfüllt werden, wie beispielsweise
- Prioritätsregeln
- Metriken zum Durchsatz
- Metriken zu Ertrag und Kosten
- weitere Metriken.

Dynamisches Scheduling bezeichnet in der Informatik hardwaregestützte Verfahren bzw. Algorithmen der Rechnerarchitektur, um die vorhandenen Funktionseinheiten eines Prozessors optimal auszulasten und parallel arbeiten zu lassen.
Das bedeutet vor allem, dass anstehende Instruktionen möglichst frühzeitig angestoßen werden, da die verschiedenen Funktionseinheiten unterschiedlich viele Prozesstakte benötigen. Dabei müssen diese Algorithmen insbesondere den Bedarf an Betriebsmitteln, Datenabhängigkeiten und den wirksamen Kontrollfluss berücksichtigen.
Da es sich bei den vorgestellten Verfahren um single-issue-Problemstellungen handelt, kann man nicht von superskalaren Techniken sprechen.

## Dynamische Scheduling-Verfahren
1. Scoreboarding
2. Tomasulo-Algorithmus